# Алмингтън
Алмингтън (на английски: Almington) е село в община Нюкасъл ъндър Лайм, графство Стафордшър, Англия. Намира се на около 2 мили (3,2 км) източно-североизточно от Маркет Дрейтън, на северозапад от село Халес и на запад от Блор Хийт. Исторически имението и Алмингтън Хол са принадлежали на семейство Пандулф, а много по-късно и на семейство Бротън.

## История
Алмингтън, наричан още „Алментоне“, е споменат в Книгата на Страшния съд от 1086 г., когато е принадлежал на семейство Пантулф. Описано е, че има „земя за 6 плуга, два акра ливада и гора две левги дълги и една лига широки (шест мили на три мили)“. Имението на Алмингтън е било по-голямо отколкото имението Кресуел, Дерингтън и Моддършал на Уилям Пандулф.
През 1811 г. Самюел Луис заявява, че град Алмингтън има население от 340 души. През 1834 г. Питър Стрей Бротън е сочен за собственик и господар на имението Алмингтън, но подполковник Доус окупира Алмингтън Хол. През 1913 г. принадлежи на Джон Ламбърт Бротън, който живее в Алмингтън Хол.

## География
Алмингтън е на около 2 мили (3,2 км) източно-североизточно от  Маркет Дрейтън и западно от село Логърхедс. Намира се на северозапад от Халес и на запад от Блор Хийт. Западно от селото тече река Терн. Алмингтън принадлежи към енорията Маркет Дрейтън, заедно с махала Блор Хийт, Халес и Тирли. 
Геоложките проучвания на района разкриха, че Алмингтън има едри пясъчници, червени или розовокафяви на цвят, с малко или никакви камъчета на места. 